# Gare de Boondael
La gare de Boondael est une gare ferroviaire belge de la ligne 26, de Schaerbeek à Hal, située sur le territoire de la commune d'Ixelles dans la région de Bruxelles-Capitale, desservant le hameau de Boondael.
Elle est mise en service en 1973 par la Société nationale des chemins de fer belges (SNCB).
C’est une halte voyageurs du RER bruxellois (S), desservie par des trains Suburbains (S).

## Situation ferroviaire
Établie à 90 mètres d'altitude, la gare de Boondael est située au point kilométrique (PK) 14,300 de la ligne 26, de Schaerbeek à Hal, entre les gares de Delta et du Vivier d'Oie.

## Histoire
La halte de Boondael est mise en service le 26 mai 1973 par la Société nationale des chemins de fer belges (SNCB) pour améliorer la desserte de la banlieue de Bruxelles.

## Service des voyageurs

### Accueil

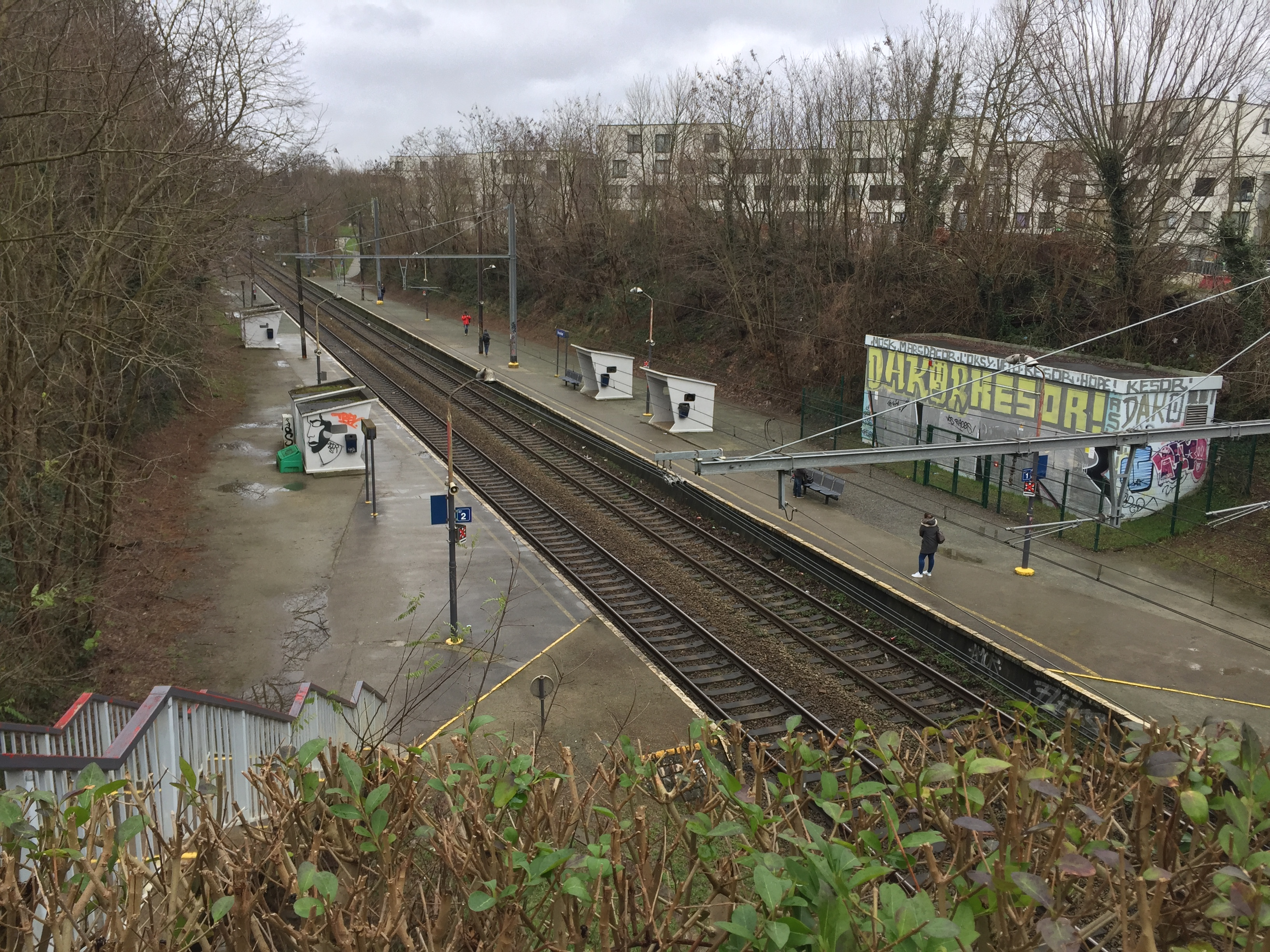
Quais de la halte.

Halte SNCB, c'est un point d'arrêt non géré (PANG) à accès libre. Elle est équipée d'automates pour l'achat de titres de transport. Les trains sont annoncés de manière automatique par le système EMMA.
La traversée des voies et l'accès aux quais s'effectuent par le pont routier de l'Avenue de la Forêt, via des escaliers, ou celui de la Chaussée de Boitsfort, plus éloigné.

### Desserte
Boondael est desservie par des trains Suburbains (S),.
En semaine, la gare est desservie par trois trains par heure dans chaque sens : des trains S19 entre Brussels-Airport-Zaventem et Nivelles ou Charleroi-Central, des trains S5 de Malines à Hal et des trains S7 de Vilvorde à Hal ou Enghien.
Les week-ends et jours fériés, la desserte comprend deux trains par heure dans chaque sens :
- des S19 Louvain - Brussels-Airport - Nivelles ;
- des S5 entre Hal et Malines.

Aucun des trains desservant Boondael ne rejoint la jonction Nord-Midi, d'où partent les trains vers les principales destinations. Il y a lieu, pour ce faire, de prendre un train S5, S9 ou S19 jusqu'à la gare de Bruxelles-Luxembourg, d'où des correspondances sont possibles vers Bruxelles-Central, ou les gares de Schuman ou Merode qui permettent de continuer le trajet en métro.

### Intermodalité

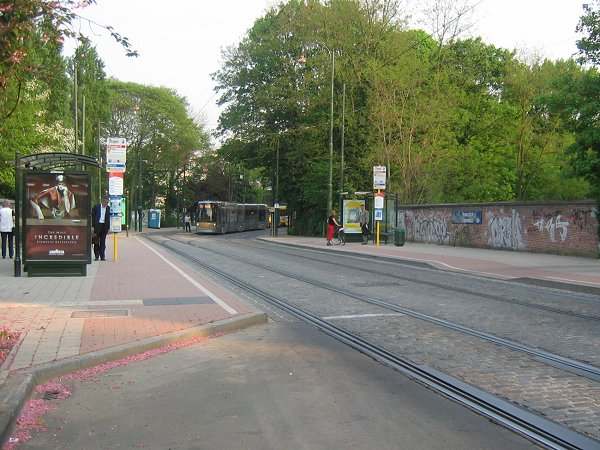
Arrêt des trams et bus de la STIB, sur le pont.

Elle est desservie par des transports en commun de la Société des transports intercommunaux de Bruxelles (STIB) : le tramway de Bruxelles (lignes 8 et 25) et par la ligne 41 des autobus de Bruxelles dont l’arrêt se trouve directement sur le pont de l’avenue Buyl. Une borne de Villo! se trouve également avenue Buyl, près de la gare.
Deux petits parcs à vélos se trouvent à l’angle des accès à la gare côté chaussée de Boitsfort et un troisième côté avenue de la Forêt.

### Accessibilité
L’accessibilité de cette gare est moyenne : l’accès aux deux quais est en rampe du côté de la chaussée de Boitsfort mais, du côté de l’avenue de la Forêt, accès plus fréquenté et l’endroit où se trouve l’automate de vente, les voyageurs doivent se contenter d’une paire d’escaliers, qui sont équipés d’une glissière pour les vélos.
De chaque côté de la tranchée où passent les voies, un chemin pavé relie l’avenue Buyl à la chaussée de Boitsfort.

## Comptage voyageurs
Ce graphique et tableau montre le nombre de voyageurs embarquant en moyenne durant la semaine, le samedi et le dimanche.
| Nombre de passagers qui embarquent à la gare de Boondael | Nombre de passagers qui embarquent à la gare de Boondael | Nombre de passagers qui embarquent à la gare de Boondael | Nombre de passagers qui embarquent à la gare de Boondael |
|                                                          | Semaine                                                  | Samedi                                                   | Dimanche                                                 |
| -------------------------------------------------------- | -------------------------------------------------------- | -------------------------------------------------------- | -------------------------------------------------------- |
| 1977                                                     | 180                                                      | -                                                        | -                                                        |
| 1978                                                     | 208                                                      | -                                                        | -                                                        |
| 1979                                                     | 198                                                      | -                                                        | -                                                        |
| 1980                                                     | 190                                                      | -                                                        | -                                                        |
| 1981                                                     | 203                                                      | -                                                        | -                                                        |
| 1982                                                     | 256                                                      | -                                                        | -                                                        |
| 1983                                                     | 143                                                      | -                                                        | -                                                        |
| 1984                                                     | 137                                                      | -                                                        | -                                                        |
| 1985                                                     | 131                                                      | -                                                        | -                                                        |
| 1986                                                     | 111                                                      | -                                                        | -                                                        |
| 1987                                                     | 103                                                      | -                                                        | -                                                        |
| 1988                                                     | 147                                                      | -                                                        | -                                                        |
| 1989                                                     | 177                                                      | -                                                        | -                                                        |
| 1990                                                     | 159                                                      | -                                                        | -                                                        |
| 1991                                                     | 173                                                      | -                                                        | -                                                        |
| 1992                                                     | 189                                                      | -                                                        | -                                                        |
| 1993                                                     | 200                                                      | -                                                        | -                                                        |
| 1994                                                     | 447                                                      | -                                                        | -                                                        |
| 1995                                                     | 442                                                      | -                                                        | -                                                        |
| 1996                                                     | 551                                                      | -                                                        | -                                                        |
| 1997                                                     | 611                                                      | -                                                        | -                                                        |
| 1998                                                     | 557                                                      | -                                                        | -                                                        |
| 1999                                                     | 505                                                      | -                                                        | -                                                        |
| 2000                                                     | 630                                                      | -                                                        | -                                                        |
| 2001                                                     | 595                                                      | -                                                        | -                                                        |
| 2002                                                     | 596                                                      | -                                                        | -                                                        |
| 2003                                                     | 621                                                      | -                                                        | -                                                        |
| 2004                                                     | 769                                                      | -                                                        | -                                                        |
| 2005                                                     | 803                                                      | -                                                        | -                                                        |
| 2006                                                     | 868                                                      | -                                                        | -                                                        |
| 2007                                                     | 816                                                      | -                                                        | -                                                        |
| 2008                                                     | -                                                        | -                                                        | -                                                        |
| 2009                                                     | 962                                                      | -                                                        | -                                                        |
| 2010                                                     | -                                                        | -                                                        | -                                                        |
| 2011                                                     | -                                                        | -                                                        | -                                                        |
| 2012                                                     | 839                                                      | -                                                        | -                                                        |
| 2013                                                     | 1 009                                                    | -                                                        | -                                                        |
| 2014                                                     | 927                                                      | -                                                        | -                                                        |
| 2015                                                     | 860                                                      | -                                                        | -                                                        |
| 2016                                                     | 889                                                      | -                                                        | -                                                        |
| 2017                                                     | 1 042                                                    | -                                                        | -                                                        |
| 2018                                                     | 1 133                                                    | 244                                                      | 121                                                      |
| 2019                                                     | 1 106                                                    | 129                                                      | 103                                                      |
| 2020                                                     | 730                                                      | 179                                                      | 106                                                      |
| 2021                                                     | -                                                        | -                                                        | -                                                        |
| 2022                                                     | 1 433                                                    | 350                                                      | 272                                                      |
| 2023                                                     | 929                                                      | 119                                                      | 116                                                      |
| 2024                                                     | 1 009                                                    | 178                                                      | 159                                                      |